# آبشار گلی علی بیگ

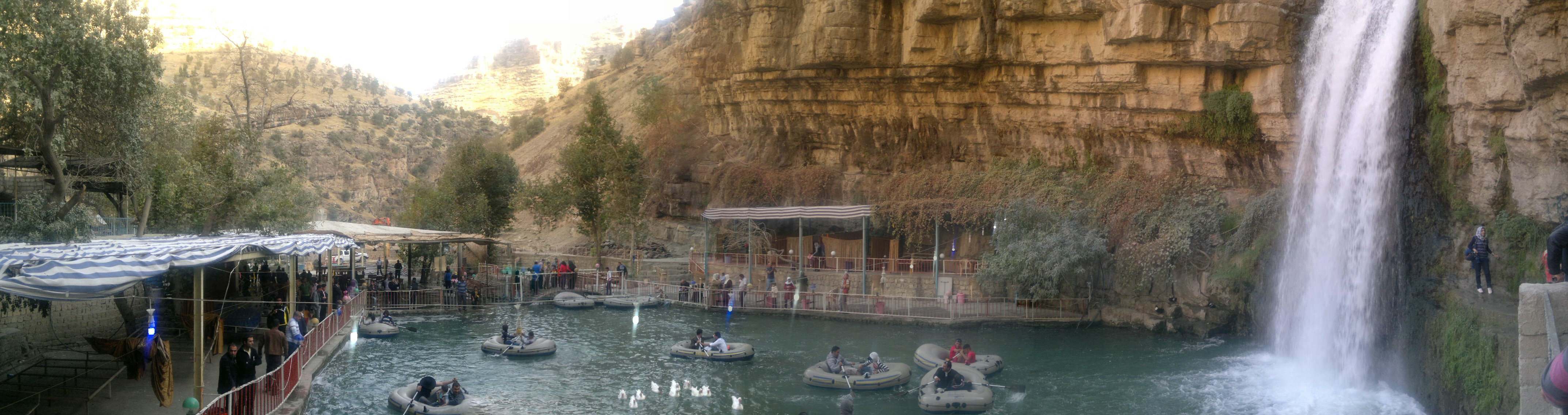
سراسرنمای آبشار گلی علی بیگ

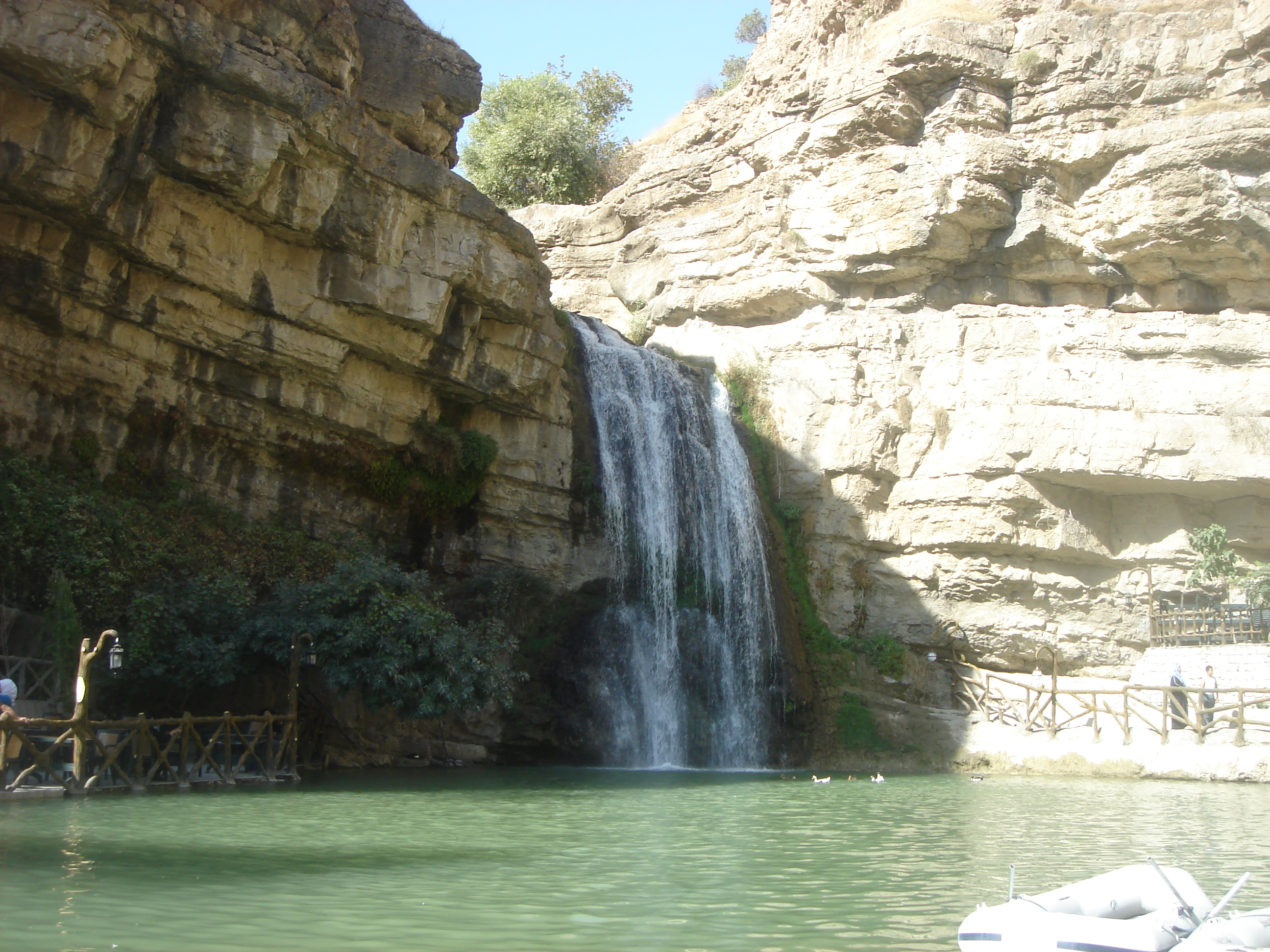
نمایی دیگر

آبشار گَلیِ علی بیگ (کردی: Geliyê Elî Beg ,گه‌لیی عه‌لی به‌گ‎) در اقلیم کردستان عراق و در حدود ۱۳۰ کیلومتری شمال اربیل واقع شده است. (گه‌لی در کردی به معنی دره است)
این آبشار به نام شاهزادهٔ ایزدیان، میر علی بیگ، نام‌گذاری شده است؛ کسی که در پایان سال ۱۸۳۳ میلادی به‌دستور محمد پاشای رواندز و به دلیل خودداری از گرویدن به اسلام، در همین دره اعدام شد.
تصویر این آبشار در دورهٔ ۱۹۷۸ تا ۱۹۹۰ بر روی دینار عراق چاپ می‌شد.

## جغرافیا
آبشار درهٔ علی‌بیگ در استان اربیل در اقلیم کردستان در شمال عراق واقع شده و بین دو شهر خلیفان و سوران قرار دارد. این دره حدود ۱۰۶ کیلومتر از مرکز شهر اربیل فاصله دارد. طول این دره به ۱۲ کیلومتر می‌رسد و میان دو کوه کورک و برادوست کشیده شده است. همچنین، این آبشار حدود ۶۰ کیلومتر از منطقهٔ گردشگری شقلاوه فاصله دارد و از ارتفاع بلندی سرازیر می‌شود. فاصلهٔ آن تا شهر اربیل حدود ۱۳۰ کیلومتر است و از تفرجگاه‌های زیبای شمال اربیل به‌شمار می‌رود. ارتفاع آن از سطح دریا حدود ۸۰۰ متر است و دمای آن در تابستان تا ۳۵ درجهٔ سانتی‌گراد و در زمستان تا ۱۰ درجهٔ زیر صفر می‌رسد.
درجهٔ حرارت آن در تابستان به ۳۱ درجهٔ سانتی‌گراد و در زمستان تا منفی ۱۰ درجه کاهش می‌یابد. در این دره، دو رودخانه با هم می‌آیند که یکی از آن‌ها از دول آلانه، نزدیک به منطقهٔ خلیفان سرچشمه می‌گیرد و درهٔ علی بیگ را تشکیل می‌دهد، و دیگری از حوالی رواندز با آبِ چنین رودخانه‌ای همراه شده و جریان بزرگی را پدیدمی‌آورد. پس از این درهٔ بزرگ، چند درهٔ کوچک دیگر نیز در ادامهٔ مسیر قرار دارند. به‌دلیل کوهستانی بودن و تنوع پوشش گیاهی، این منطقه تبدیل به مقصدی برای گردشگری شده است و مقصد محبوب مردم منطقه—به‌ویژه از مناطق مرکزی و جنوب عراق—در تابستان محسوب می‌شود.

### پیشینهٔ نام
گفته می‌شود «علی بیگ» در سال ۱۸۹۲ م. در زمان سلطنت عثمانی‌ها در منطقهٔ عقره، به موصل فرستاده شد؛ در آن‌جا توسط افسر عثمانی‌ای به‌نام عمر وهبی پاشا به‌دلیل نگرش دینی‌اش که با مذهب رسمی متفاوت بود، مورد بدرفتاری قرار گرفت و حدود دو ماه در زندان بود. سپس به تصمیم حکومتیِ استانبول، همراه با شاهزاده‌اش «امیره میان خاتون» به منطقه‌ای در شمال آناتولی نزدیک سیواس تبعید شد.
طی سال‌های (۱۸۹۲–۱۸۹۸)، علی بگ سیواسی در میان ایزدیان به‌عنوان زندانی شناخته می‌شد.
در سال ۱۹۱۳، هنگامی‌که قصد بازگشت داشت، توسط سربازان امپراتوری عثمانی در منطقهٔ گلی علی بیگ (کمین) دستگیر و با بی‌رحمی اعدام شد.
از آن پس، این مکان به نام «گلی علی بگ» معروف شد و نام آن هم‌زمان تبدیل به یادگار این رویداد گردید.